# Ioan Șnep
Ioan Gabor Șnep (ur. 12 lipca 1966 w Negrești-Oaș) – rumuński wioślarz. Srebrny medalista olimpijski z Seulu.
Brał udział w dwóch igrzyskach (IO 88, IO 92). W 1988 zdobył srebro w czwórce ze sternikiem, a wspólnie z nim płynęli Dimitrie Popescu, Vasile Tomoiagă, Valentin Robu i sternik Ladislau Lovrenschi. Na mistrzostwach świata zdobył srebro w 1989 w dwójce ze sternikiem, w 1991 srebro w czwórce ze sternikiem.
Medalistką olimpijską w wioślarstwie była także jego żona Doina Șnep-Bălan. 